# Cornelia Möhring

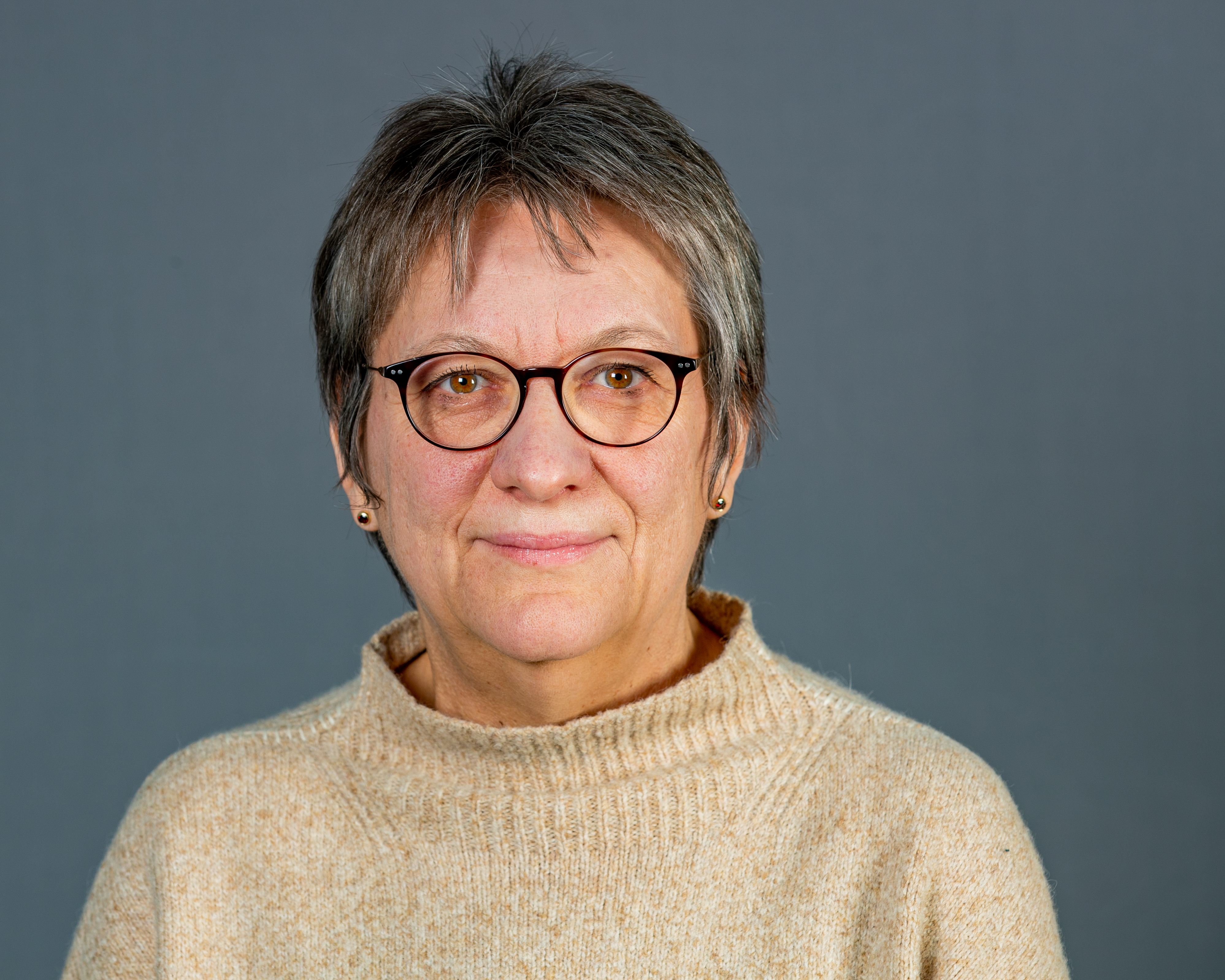
Cornelia Möhring (2020)

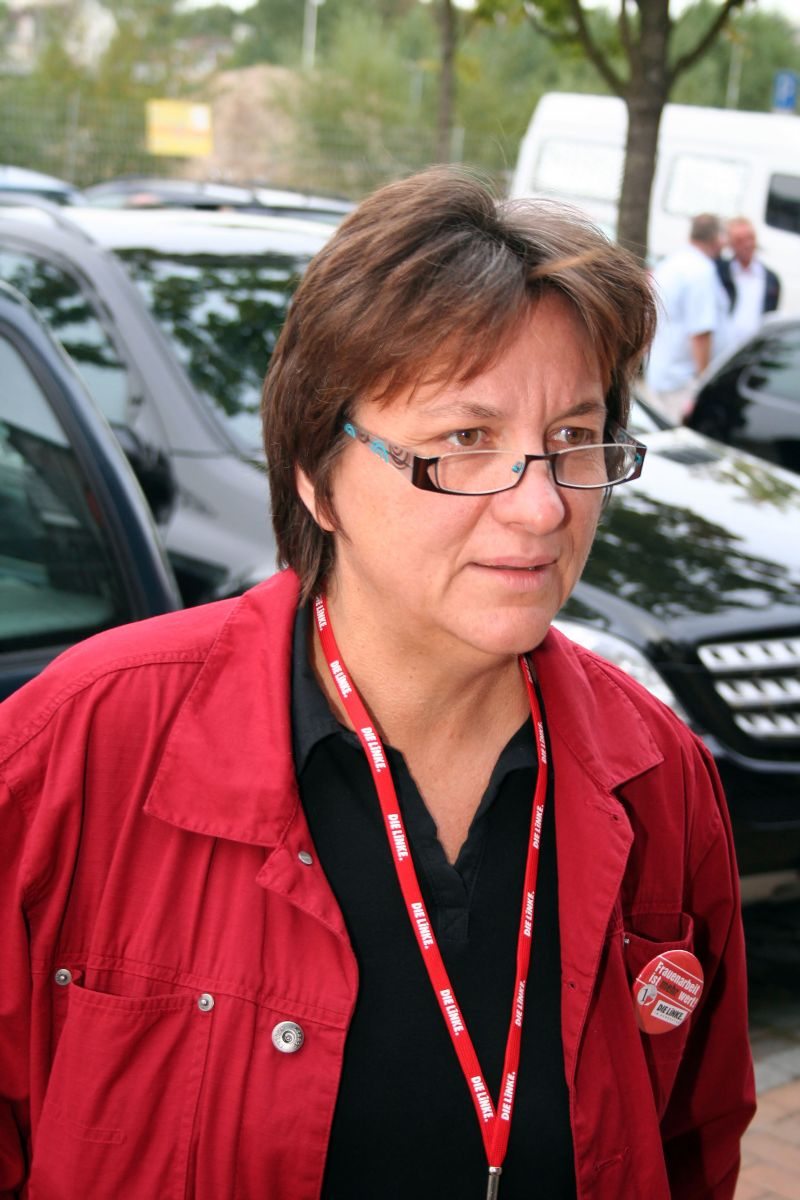
Cornelia Möhring (2009)

Cornelia Möhring (* 9. Januar 1960 in Hamburg) ist eine deutsche Politikerin (Die Linke). Von 2009 bis 2025 war sie Mitglied des Deutschen Bundestages.

## Leben und Beruf
Cornelia Möhring absolvierte nach der Mittleren Reife eine Ausbildung zur Industriekauffrau. Über den zweiten Bildungsweg studierte sie an der Hochschule für Wirtschaft und Politik in Hamburg Sozialwirtin mit den Schwerpunkten Organisationssoziologie und Sozialpsychologie. Im anschließenden Diplomstudium zur Sozialökonomin beschäftigte sie sich insbesondere mit feministischen Theorien und Frauenforschung.
Seit 2002 konzentrierte sie sich mit ihrer Seminar- und Beratungsfirma auf die Begleitung und Ausbildung von Betriebs- und Personalräten. 
Cornelia Möhring ist seit ihrer Schulzeit als Interessenvertreterin aktiv. 1974 bis 1978 war sie Schulsprecherin und Mitglied des Vorstandes der Hamburger Schülerkammer. Später wurde sie Jugendvertreterin und Betriebsrätin in verschiedenen Hamburger Großbetrieben. Seit 1976 ist sie Mitglied der Gewerkschaft – heute ver.di. Bis 1988 war Cornelia Möhring Mitglied der marxistisch-leninistisch orientierten Sozialistischen Deutschen Arbeiterjugend. Danach konzentrierte sie sich auf die politische Arbeit außerhalb von Organisationen. Erst als sich 2007 Die Linke aus PDS und WASG zusammenschloss, entschloss sie sich, Mitglied in der Partei Die Linke zu werden.
Möhring ist verheiratet und hat einen erwachsenen Sohn.

## Politische Ämter

### Partei
Sie war von 2007 bis 2008 Kreissprecherin in Plön und von 2008 bis 2010 Co-Landessprecherin. Damals machte sie es zu ihrer Aufgabe, Die Linke in Schleswig-Holstein in ihren Strukturen zu festigen und die Landtagswahlen 2009 vorzubereiten, aus denen Die Linke erstmals mit einer sechsköpfigen Landtagsfraktion hervorging. Sie unterstützt auch heute ihren Landesverband bei dieser Konsolidierung, genau wie bei der Verankerung vor Ort und der Zusammenarbeit mit Vereinen, Verbänden und Initiativen.

### Mitglied des Bundestags
Bei der Bundestagswahl 2009 wurde sie über Platz 1 der Landesliste Schleswig-Holstein zum Mitglied des Deutschen Bundestages gewählt. Sie leitete in dieser Funktion das Frauenplenum und den Bereich Frauenpolitik. Als Erste stellvertretende Fraktionsvorsitzende leitete sie von 2011 bis 2013 den Personal- und Finanzvorstand der Fraktion und war darüber hinaus für das strategische Thema Sozialökologischer Umbau verantwortlich.
Cornelia Möhring war in der 17. und 18. Legislaturperiode von 2009 bis 2017 im Ausschuss für Familie, Senioren, Frauen und Jugend, sowie in den Ausschüssen Gesundheit und Arbeit und Soziales. Im 19. Bundestag war sie stellvertretendes Mitglied in den Ausschüssen Familie, Frauen, Senioren und Jugend sowie Recht und Verbraucherschutz. Zudem gehört sie ebenfalls als stellvertretendes Mitglied dem Ausschuss für Arbeit und Soziales, sowie dem Unterausschuss für zivile Krisenprävention, Konfliktbearbeitung und vernetztes Handeln an.
Von 2017 bis 2021 fungierte sie als frauenpolitische Sprecherin und eine der stellvertretenden Vorsitzenden der Fraktion. Im Kontext der Wahlrechtsreform brachte Möhring gemeinsam mit weiteren Abgeordneten der Fraktion einen Antrag ein, der die Gleichstellung im Parlament verbessern sollte, da im 19. Bundestag nur circa 30 % Frauen vertreten waren. Der Antrag wurde durch die Stimmen der Union, SPD, FDP und AfD abgelehnt.
Möhring wurde 2021 erneut über Platz 1 der Landesliste in den 20. Deutschen Bundestag gewählt. Seitdem ist sie Obfrau im Ausschuss für wirtschaftliche Zusammenarbeit und Entwicklung und zudemstellvetretende Mitglied im Gesundheitsausschuss.
Ab September 2019 war sie Mitglied in der parlamentarischen Versammlung des Europarats.
Bei der Bundestagswahl 2025 trat Möhring nicht erneut an.

## Politische Positionen
Cornelia Möhring gehört keiner Strömung an und hält die Pluralität eines modernen, linken Projekts für eine wichtige Voraussetzung einer gemeinsamen, demokratischen Politikentwicklung. In der sogenannten Dialektik-Connection, einem Zusammenschluss von Parteifrauen, Wissenschaftlerinnen, Politikerinnen verschiedener Strömungen rund um die Feministin Frigga Haug versucht sie, politisch-wissenschaftliche Arbeit und Weiterbildung mit praktischer Politik zu verknüpfen. Regelmäßig ist sie als Kolumnistin für die Internetplattform Die Freiheitsliebe tätig.
Politischer Fokus:
1. Feministische Politik, Gewalt gegen Frauen, sexuelle Selbstbestimmung, Zeitpolitik, sexuelle und reproduktive Rechte
2. Armutsbekämpfung (individuell und in der öffentlichen Daseinsvorsorge)
3. Austeritätspolitik und ihre Folgen, insbesondere für Frauen
4. Menschenrechte, Lage von Frauen auf der Flucht

### Feminismus
Cornelia Möhring unterstützt Fraueninitiativen und Frauenhäuser, ist Mitinitiatorin der Berliner Erklärung und arbeitet in der Frauenrechtskommissionen der Vereinten Nationen und UN-Women. 

### Militäreinsätze
Am 26. Februar 2010 wurde Möhring zusammen mit weiteren Fraktionsmitgliedern von der Bundestagsdebatte zur Verlängerung des Afghanistan-Einsatzes ausgeschlossen. Sie hatten gegen die Geschäftsordnung des Bundestags verstoßen, indem sie von ihren Plätzen aus Schilder mit den Namen der Kundus-Opfer hochhielten.

## Mitgliedschaften
Sie ist Mitglied der Rosa-Luxemburg-Stiftung, Vorstandsmitglied des Instituts Solidarische Moderne und Mitglied der Stiftung Förderverein der Turmhügelburg Lütjenburg.